# 배상환
배상환(1993년 12월 24일 ~ )은 대한민국의 전직 스타크래프트 II 프로게이머이다. Sound라는 아이디를 사용하며, 종족은 테란이다.
게이머 초창기 때는 Werra 클랜에서 활동하였으며 이후 2013년까지 스타테일 소속으로 활동했다.
2013년 8월 29일 은퇴하였다.

## 주요 성적
스타크래프트 II : 프리미어 개인리그 준우승 1회
- 2010 소니 에릭슨 스타크래프트 II OPEN Season 2 64강
- Home Story Cup Season 4 준우승
- 2012 핫식스 2012 글로벌 스타크래프트 II 리그 시즌 2 Code A 48강
- 2013 WCS Korea Season 1 챌린저리그 48강
- Red Bull Training Grounds 준우승
- MLG 2013 Spring Season Championship 6강
- 2013 WCS 아메리카 시즌 2 챌린저리그 40강